# Buchenwaldlied
Das Buchenwaldlied (auch „Buchenwälder Marsch“) ist ein Lied, das 1938 von Fritz Löhner-Beda und Hermann Leopoldi, die damals Häftlinge des KZ Buchenwald waren, geschaffen wurde. Es wurde auf Anweisung der SS beim Appell und anderen Gelegenheiten von Häftlingen vorgetragen und erklang auch als Marschlied, wenn die Arbeitskolonnen des KZ Buchenwald ein- und auszogen.
Heute ist das Buchenwaldlied fester Bestandteil von Gedenkfeiern zur Befreiung dieses Konzentrationslagers.

## Text
Wenn der Tag erwacht, eh’ die Sonne lacht,

die Kolonnen ziehn zu des Tages Mühn

hinein in den grauenden Morgen.

Und der Wald ist schwarz und der Himmel rot,

und wir tragen im Brotsack ein Stückchen Brot

und im Herzen, im Herzen die Sorgen.

O Buchenwald, ich kann dich nicht vergessen,

weil du mein Schicksal bist.

Wer dich verließ, der kann es erst ermessen,

wie wundervoll die Freiheit ist!

O Buchenwald, wir jammern nicht und klagen,

und was auch unser Schicksal sei,

||: wir wollen trotzdem ja zum Leben sagen,

denn einmal kommt der Tag: dann sind wir frei! :||

Und das Blut ist heiß und das Mädel fern,

und der Wind singt leis, und ich hab’ sie so gern,

wenn treu sie, ja, treu sie nur bliebe!

Und die Steine sind hart, aber fest unser Tritt,

und wir tragen die Picken und Spaten mit

und im Herzen, im Herzen die Liebe.

O Buchenwald, ich kann dich nicht vergessen …

Und die Nacht ist kurz, und der Tag ist so lang,

doch ein Lied erklingt, das die Heimat sang:

wir lassen den Mut uns nicht rauben.

Halte Schritt, Kamerad, und verlier nicht den Mut,

denn wir tragen den Willen zum Leben im Blut

und im Herzen, im Herzen den Glauben.

O Buchenwald, ich kann dich nicht vergessen …

## Geschichte
Zur Unterhaltung der SS war es in den Konzentrationslagern üblich, dass Häftlinge volkstümliche Lieder oder Marschlieder singen mussten. Im KZ Buchenwald wurde bei der SS das Lied „Steht ein Dörflein mitten im Walde“ nach dem Gedicht „So einer war auch er“ von Arno Holz beliebt und war Bestandteil des täglichen Appellablaufes.
Der im KZ Buchenwald als „Schutzhaftlager“-Führer eingesetzte SS-Offizier Arthur Rödl forderte Ende 1938 Häftlinge auf, für das Lager in Buchenwald ein Lied zu schreiben. In kürzester Zeit schrieben und komponierten die österreichischen Häftlinge Fritz Löhner-Beda und Hermann Leopoldi das Buchenwaldlied. Es bestand aus drei Strophen.
Zufrieden mit dem Ergebnis, ließ Rödl das Lied von den Häftlingen mit Nachdruck einüben. Der ehemalige Buchenwald-Häftling Stefan Heymann schrieb 1945 über die Entstehung des Liedes:

„Ende 1938 erklärte der damalige Lagerführer Rödl: „Alle andern Lager haben ein Lied, wir müssen auch ein Buchenwald-Lied bekommen. Wer eins macht, bekommt 10 RM“. Es wurden nun viele Entwürfe von „Dichtern“ oder „Komponisten“ gemacht, aber die taugten alle nichts oder fanden bei der SS-Führung keinen Beifall. Nur das obenstehende Lied, das dann ja auch zur offiziellen „Buchenwald-Hymne“ erklärt wurde, setzte sich durch, weil der damalige Kapo der Poststelle, ein Bayer und von Beruf Konferencier, über die nötigen Verbindungen bei der SS verfügte. Der genannte Kapo bezeichnete sich als Verfasser von Wort und Melodie des Liedes. In Wahrheit ist das Lied von zwei österreichischen Juden gemacht: Der Text von Löhner-Beda, dem Librettisten Lehars, die Musik von Leopoldi, einem Wiener Kabarettsänger. Löhner-Beda ist leider in einem Nebenlager von Auschwitz gestorben. Leopoldi konnte noch rechtzeitig nach den Vereinigten Staaten von Amerika auswandern. Selbstverständlich erfuhr die Lagerleitung nicht, wer die wirklichen Verfasser des Liedes waren.
Text und Melodie des Liedes mußten auf dem Block in der Freizeit eingeübt werden, bis es eines Tages, nach dem Abendappell – es war Ende Dezember 1938, bitterkalt und alles tief verschneit – hieß: „Das Buchenwald-Lied singen.“ Selbstverständlich konnte das beim ersten Male (7000 Menschen standen auf dem Appellplatz) nicht klappen. Wütend ließ Rödl, der stinkbesoffen war, aufhören und gab den Befehl, daß jeder Block auf dem Appellplatz solange für sich üben müsse, bis das Lied klappe. Man kann sich denken, welch infernalisches Konzert auf dem Platz losging. Als Rödl merkte, daß es auf diese Weise nicht ging, ließ er Strophe für Strophe gemeinsam singen und immer wieder wiederholen. Erst nachdem das ganze Lager auf diese Weise etwa 4 Stunden in bitterster Kälte gestanden hatte, gab er den Befehl zum Abmarsch. Aber während sonst jeder Block einfach kehrt machte und ins Lager zurückging, war es diesmal anders. In Zehnerreihen ausgerichtet, mußte jeder Block am Tor bei Rödl und anderen besoffenen SS-Führern stramm vorbeimarschieren und dabei das Buchenwald-Lied singen. Wehe dem Block, der nicht genau ausgerichtet ankam, oder bei dem das Singen noch nicht ganz nach Rödls Wunsch klappte! Er mußte unbarmherzig zurück und nochmals vorbeimarschieren. Endlich, gegen 10 Uhr abends, kamen wir, ausgehungert und steifgefroren, auf unseren Block.“

Das Buchenwaldlied wurde Standard beim Appell und anderen Gelegenheiten. So wurde es im KZ Buchenwald auch als Marschlied gespielt, wenn die Arbeitskolonnen ein- und auszogen.
Ab 1942 gehörte das Lied nicht mehr zum offiziellen Programm, da im Konzentrationslager Buchenwald immer mehr ausländische Häftlinge interniert wurden. „Umso mehr Bedeutung erlangte es aber für einzelne Häftlingsgruppen, die es zu ihrer Selbstvergewisserung immer wieder sangen. Besonders der letzte Vers des Refrains ‚… denn einmal kommt der Tag: Dann sind wir frei!‘ gab ihnen die Vision eines Lebens in Freiheit, für die es sich lohnt, allen Mut und alle Kraft einzusetzen.“